# TRS-80 모델 100

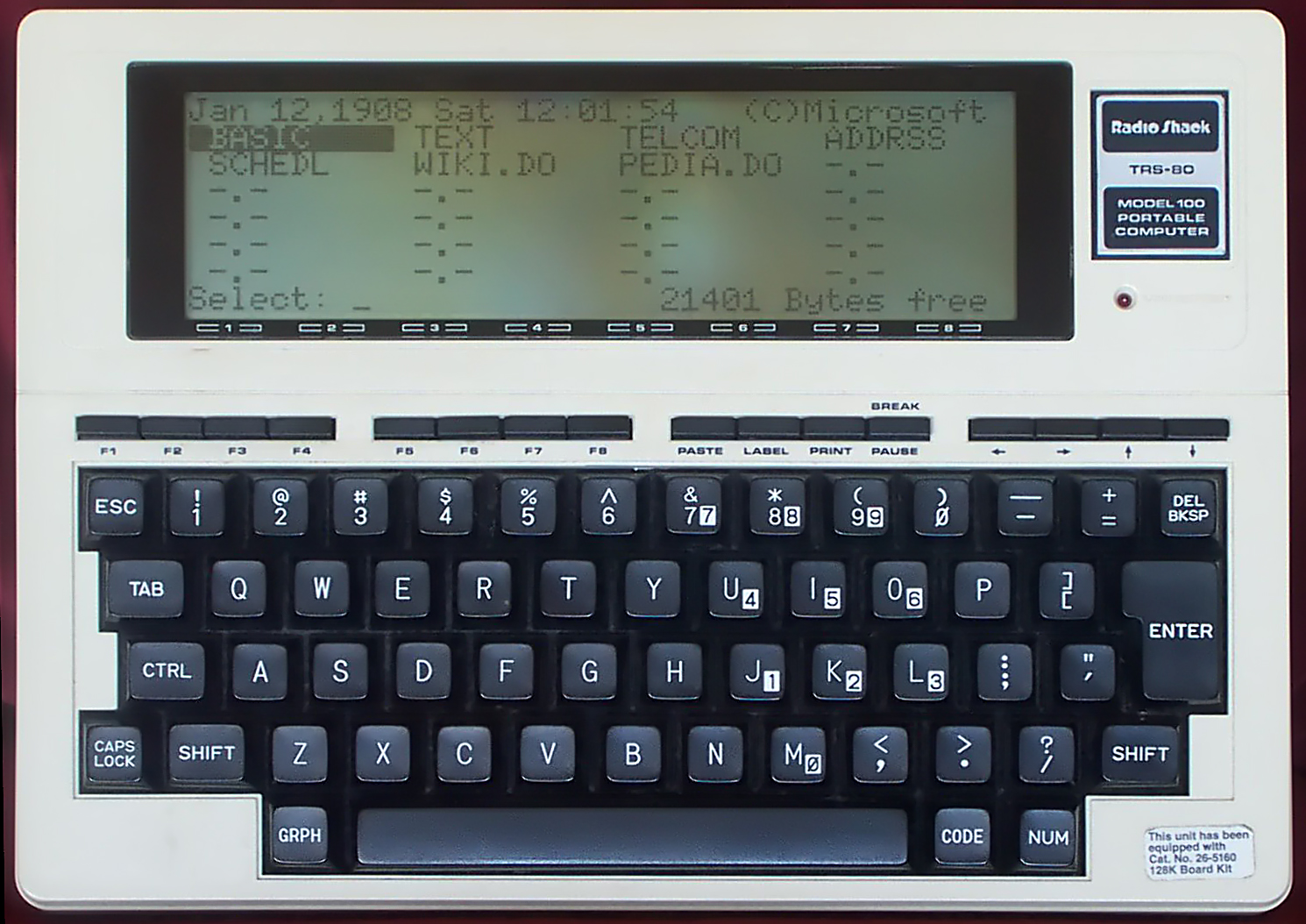
TRS-80 모델 100

TRS-80 모델 100(TRS-80 Model 100)은 1983년 4월에 출시된 휴대용 컴퓨터이다. 이 컴퓨터는 키보드와 액정 디스플레이를 갖춘 최초의 노트북 스타일 컴퓨터 중 하나이며, 메모장이나 대략 크기와 모양이 배터리로 작동되는 패키지이다. 큰 책. 224페이지 분량의 나선형 제본 사용 설명서는 컴퓨터 본체와 거의 같은 크기이다.
이 제품은 교세라에서 제작되었으며 원래 일본에서 Kyotronic 85로 판매되었다. 교세라에서는 판매가 느리지만 이 기계에 대한 권리는 탠디 코퍼레이션에서 구입했다. 컴퓨터는 미국과 캐나다의 라디오셱 매장과 기타 국가의 제휴 딜러를 통해 판매되었다. 이는 회사의 가장 인기 있는 모델 중 하나로 전 세계적으로 600만 대 이상이 판매되었다. 올리베티 M-10과 NEC PC-8201 및 PC-8300도 동일한 교세라 플랫폼을 기반으로 제작되었지만 일부 디자인과 하드웨어 차이가 있었다. 원래는 MEWS(Micro Executive Work Station)라는 이름으로 판매되었지만 이 용어는 인기를 얻지 못해 결국 삭제되었다.